# Gerti Daub
Gerti Daub (* 1937 in Utrecht, Niederlande) war Ende der 1950er Jahre ein deutsches Fotomodell sowie Filmschauspielerin.

## Leben
Gerti Daub war Diplom-Kosmetikerin und Inhaberin eines Schönheitssalons. Kurz nachdem sie in einer Statistenrolle an der Verfilmung der Bekenntnisse des Hochstaplers Felix Krull mit Horst Buchholz teilgenommen hatte, wurde sie im Mai 1957 zur Miss Hamburg gewählt. Am 22. Juni 1957 wurde sie in Baden-Baden zur Miss Germany gekrönt.
Wenige Tage später (26. Juni) erreichte sie am gleichen Ort Platz 3 bei der Miss Europe und gelangte auch im Juli des Jahres bei der Miss Universe in Long Beach (Kalifornien) ins Finale (Platz 5). Auf beiden Wettbewerben erhielt sie den Titel Miss Photogenic.
Weil Gerti Daub dem gerade gefragten Typ der Schauspielerin Grace Kelly entsprach, die sich nach ihrer Heirat mit Fürst Rainier III. von Monaco im Vorjahr aus dem Filmgeschäft zurückgezogen hatte, bot ihr die Produktionsgesellschaft MGM einen Filmvertrag an, den sie jedoch nicht annahm. Stattdessen spielte sie in Das Herz von St. Pauli als Miss Germany 1957 noch eine kleine Rolle an der Seite von Hans Albers.
Am 15. Februar 1958 lernte sie bei einem Interview im NDR-Fernsehmagazin Die aktuelle Schaubude den Moderator Carlheinz Hollmann kennen, den sie am 1. Dezember desselben Jahres heiratete. Kurz darauf zog sie sich ins Privatleben zurück. Gerti Hollmann hat zwei Kinder und lebt seit 1965 in Luhmühlen (Gemeinde Salzhausen) in der Nordheide.

## Filmografie
- 1957: Das Herz von St. Pauli